# Сквирський ліцей

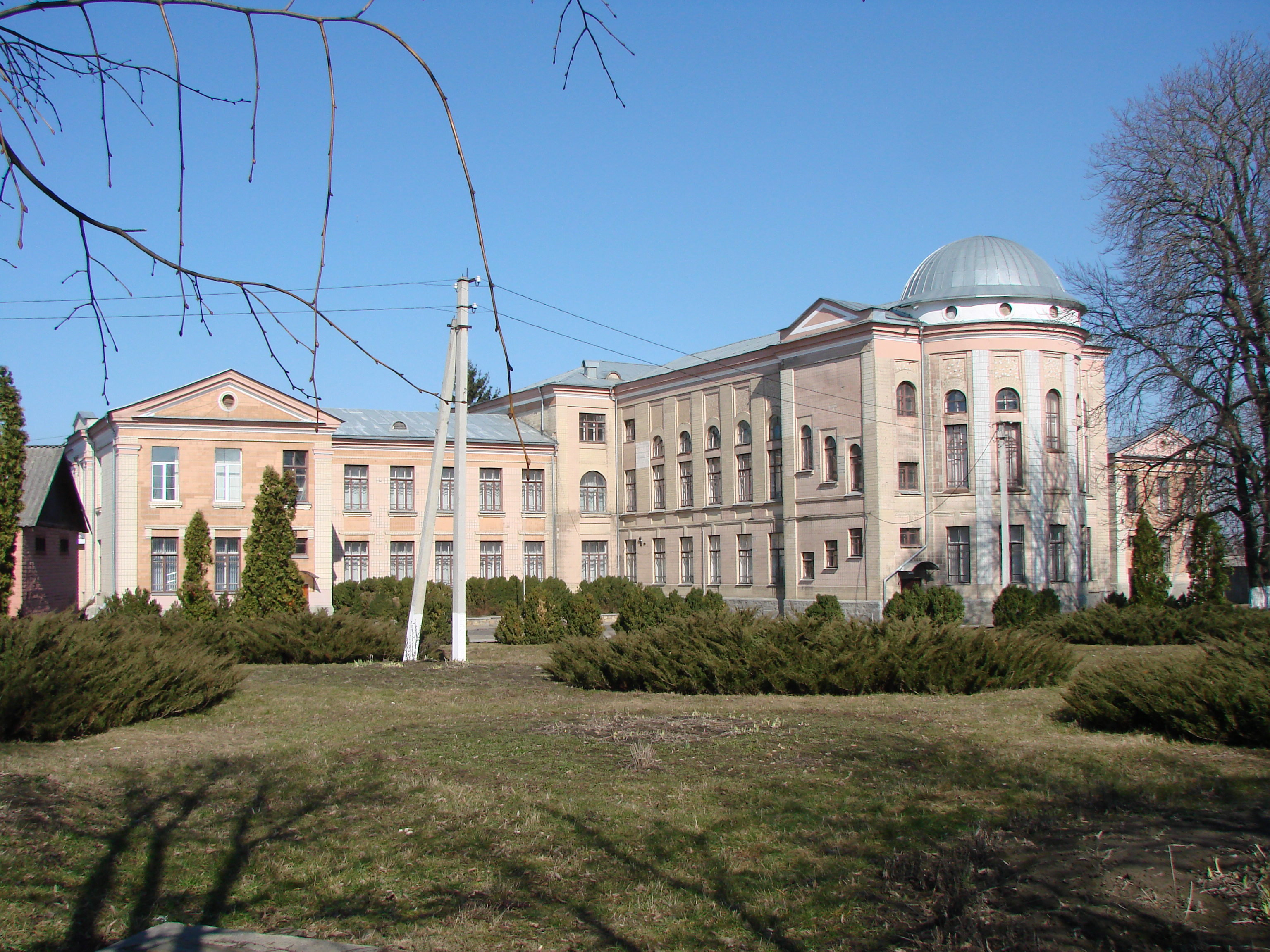

Сквирський академічний ліцей

## Загальна характеристика
Заснований у 1994 році. У 8-9 класах впроваджено поглиблене вивчення української мови, математики, біології, хімії. Учні 10-11 класів навчаються на історичному, математичному та біолого-хімічному профілях. У 1-4 класах за науково-педагогічним проектом “Росток” вивчається математика.
У 2011, 2012, 2013 роках навчальний заклад є переможцем щорічного Загальнонаціонального проекту «Флагмани освіти і науки України». 18 жовтня 2013 року директору Юхимчаку Віктору Павловичу вручена грамота «За вагомий внесок у розвиток освіти та науки України», медаль «Флагман освіти і науки України 2013» Міністерства освіти і науки, а також ювілейне видання «Флагмани освіти і науки України».
Творчий колектив учителів: серед яких 2 кандидати педагогічних наук, 3 заслужені вчителі України, 14 відмінників освіти України, 13 учителів-методистів, 11 старших учителів забезпечують якісний рівень освіти. Щороку учителі ліцею є лауреатами професійного конкурсу «Учитель року» з різних номінацій. Досвід роботи педагогічного колективу з проблеми «Система роботи з обдарованими дітьми» був представлений на 12 Міжнародній виставці Міністерства освіти і науки України «Сучасна освіта в Україні-2009». На 14 Міжнародній виставці у 2011 році ліцей відзначений за активну участь у конкурсі-захисті на найкращу модель навчального закладу «Школа майбутнього».
Педагоги навчального закладу є авторами понад 20 методичних посібників та підручників, рекомендованих до друку Міністерством освіти і науки України, ними розроблені оригінальні авторські програми спецкурсів та факультативів, зокрема: «Мова як генетичний код народу», «У світі поетичного слова», «Психологія спілкування», схвалені для використання МОН України.
НВК “Сквирський ліцей – загальноосвітня школа І-ІІ ступенів” співпрацює з Національним науково-дослідним інститутом українознавства, Інститутом інноваційних технологій і змісту освіти Міністерства освіти і науки, є опорним закладом Київського обласного територіального відділення МАН України.
Пріоритетним напрямком навчально-виховного процесу є формування особистості школяра засобами гуманної педагогіки, інноваційних освітніх технологій. Результатом діяльності педагогічного колективу є неодноразові перемоги учнів ліцею у ІІ-ІІІ етапах Всеукраїнських учнівських олімпіад з базових дисциплін. Учні ліцею – активні учасники, призери і переможці конкурсу-захисту науково-дослідницьких робіт МАН, конкурсу знавців української мови імені П. Яцика, Всеукраїнського учнівського конкурсу, присвяченого Шевченківським дням та інших учнівських інтелектуальних змагань. З 2008 року учні Сквирського ліцею є призерами двох Чемпіонатів України з бізнес-моделювання, переможцем Третього Чемпіонату у 2011 році та учасниками спільного українсько-канадського проекту «Молодь проти корупції».
Педагогічний колектив пишається своїми випускниками, серед них є відомі науковці, політики, співаки: Міщук Ігор, Шкварун Руслан, Степчук Юлія, Євген Суслов, Бондарчук Олександр, Янчук Олена, Луцька Олена, Бондарчук Василь та ін.

## Історія
1909 року в Сквирі на кошти мецената з Санкт-Петербурга Петра Євтихійовича Сувчинського була відкрита чоловіча гімназія. Архітектором будівлі став Олександр Кобелєв. Нині вона є пам'яткою архітектури місцевого значення.
Назви закладу в різні часи:
- Сквирська чоловіча гімназія (1909—1919);

- Сквирська трудова школа ім. І. Франка (1920—1931);

- Сквирська «зразкова» середня школа (1932—1941);

- Сквирська середня школа ім. М. Ольшевського (1968—1993);

- Сквирський ліцей (1994—2003)
- НВК  «Сквирський ліцей - ЗОШ I-II ступенів» (2003—2019)
- Сквирський академічний ліцей (з 2019 року)

## Педагогічний колектив
Навчально-виховну роботу в Сквирському ліцеї здійснює творчий колектив, який налічує 2 кандидати наук, 3 заслужені вчителі України, 8 учителів-методистів, 13 старших вчителів, 18 відмінників освіти України.